# Kulcsár Edina
Kulcsár Edina (Budapest, 1990. december 23. –) magyar szépségkirálynő, modell, műsorvezető, énekesnő.

## Élete
Szegény családban, édesapja nélkül nőtt fel. 18 évesen, 2009-ben közönségdíjas lett a Miss Plastic versenyen, ahol olyanok indulhattak, akik átestek valamilyen szépészeti műtéten. 2012-ben elnyerte a Miss Aquaworld címet, a 2013-as Miss Hungary-n pedig az első udvarhölgy díját. 2014-ben ő lett Miss World Hungary, majd második lett a Miss World szépségversenyen. Több műsort vezetett a TV2-n.
Volt férje Szabó András, akitől két gyermeke született: Medox 2018-ban, Nina 2020-ban. 2022. januárjában jelentették be válásukat.
2022-ben ismét rátalált a szerelem, méghozzá G.w.M (Varga Márk) személyében.
2022. augusztus 23-án nyilvánosság elé tárta, hogy gyermeket vár rapper párjától, G.w.M-től. Ezáltal helyét Berki Mazsi vette át a show-műsorban, a Dancing with the Starsban, melyben szerepelt volna.
2022. december 23-án G.w.M. eljegyezte őt és megjelent első közös daluk: Boldogság.[forrás?] 2023. február 25.-én feleségül ment G.w.M.-hez. Felvette új férje nevét, mint Varga Edina.
2024. május 27-én tanúként hallgatták meg Kulcsár Edinát a Pesti Központi Kerületi Bíróságon egy kerítés bűntettével kapcsolatos büntetőperben, amelyben K. Zoltánt, P. Szilviát és Sz. Vivient vádolják fiatal nők külföldre történő hoszteszmunkára való közvetítésével. Kulcsár vallomása szerint 2009 körül K. Zoltán közvetítésével utazott Dubajba, ahol rendezvényeken jelent meg hoszteszként. A bíróság ismertette korábbi rendőrségi vallomását is, amely szerint 2009 és 2010 között Abu-Dzabiban, Marokkóban, Bejrútban, Alexandriában, Kairóban és Míkonoszon is végzett hasonló munkát, jellemzően nem egyedül, hanem más lányokkal együtt. Állítása szerint szexuális szolgáltatásokat nem nyújtott, és csak társasági programokon vett részt. A tanúmeghallgatás távmeghallgatás útján történt, várandósságára tekintettel.
Forrás:https://www.blikk.hu/sztarvilag/hazai-sztarok/dubajozos-lanyok-pere-kulcsar-edina-birosag/jq47dcr

### TV2
- Aktív
- Több mint testőr
- Az Év Pasija
- Szépítők
- #maradjotthon
- Édes élet
- Párharc

### RTL
- Reggeli
- Nyerő Páros

- https://www.blikk.hu/sztarvilag/hazai-sztarok/dubajozos-lanyok-pere-kulcsar-edina-birosag/jq47dcr